# Asger Karstensen
Asger Karstensen, född 22 mars 1874, död 9 september 1945, var en dansk politiker.
Karstensen var redaktör och medlem av Folketinget 1918-20. Ursprungligen högerman, var han i december 1915 en av grundarna av Konservative Folkeparti, men senare politisk vilde och slutligen vänsterman. Karstensen var en betydande politisk begåvning, taktiker och agitator. Som karaktär hade han lättare att vinna än att bevara förtroende.